# DSA-410
La DSA-410 es una carretera española perteneciente a la Red Primaria de la Diputación Provincial de Salamanca que une la  N-620  con Golpejas.
Además da acceso a las localidades de Barbadillo y Rollán.

## Origen y Destino
La carretera  DSA-410  tiene su origen en Calzada de Don Diego en la intersección con de la  N-620 , y termina en la localidad de Golpejas en su intersección con las carreteras  CL-517  y  DSA-523  formando parte de la Red de Carreteras de la Diputación de Salamanca.